# Hynek Melichar
Hynek Melichar (* 29. května 1982 Olomouc) je český politolog, vysokoškolský pedagog a bezpečnostní expert.

## Život a kariéra
Narodil se v roce 1982 v Olomouci. Maturitní zkoušku vykonal na Klasickém gymnasiu v Brně. Poté získal magisterský titul na Katedře politologie a evropských studií Filozofické fakulty Univerzity Palackého v oboru politologie a evropská studia. Později na katedře získal také doktorský titul. V letech 2002 až 2009 se živil jako překladatel. V roce 2004 studoval krátce na University of Limerick v Irsku. V roce 2010 poté na stejné univerzitě přednášel. Přednášel také na univerzitách v Haagu a Dušanbe.
V roce 2010 začal působit jako asistent na své alma mater. K roku 2024 na své alma mater působil jako odborný asistent. Zaměřuje se na mezinárodní vztahy a bezpečnost a problematiku politického násilí a terorismu.

## Politické působení
V komunálních volbách v roce 2018 byl lídrem kandidátní listiny koalice Piráti a Starostové v Olomouci. V evropských volbách v roce 2019 kandidoval na 20. místě kandidátní listiny Pirátů, ale nebyl zvolen.